# Mazil
Mazilii alcătuiau o stare de proveniență nobilă din Țările Române în perioada fanariotă. Aceștia se bucurau de anumite privilegii și anume: plăteau o dare fixă, iar încasarea ei se făcea prin reprezentanți ai mazililor, astfel că erau scutiți de numeroasele abuzuri pe care frecvent le comiteau încasatorii de stat. Ei nu erau legați prin răspundere solidară, ci fiecare își plătea darea individual. Asupra lor ca și asupra boierilor, se răsfrângea jurisdicția divanului și nu li se aplicau pedepse corporale.

## Legături externe
- „Mazil” la DEX online